# Gabinet Edmunda Bartona
Gabinet Edmunda Bartona – pierwszy gabinet federalny Australii, urzędujący od 1 stycznia 1901 do 24 września 1903 roku. W jego skład weszli politycy będący wcześniej czołowymi postaciami życia publicznego w sześciu koloniach brytyjskich, które z początkiem 1901 roku utworzyły Związek Australijski. Kierował nim premier Edmund Barton. Wszyscy ministrowie związani byli z Partią Protekcjonistyczną.
Prace nad sformowaniem gabinetu były prowadzone w grudniu 1900. Początkowo lord Hopetoun, który miał się stać pierwszym gubernatorem generalnym, powierzył misję tworzenia gabinetu Williamowi Lyne'owi jako dotychczasowemu premierowi Nowej Południowej Walii, największej z sześciu kolonii. Większość potencjalnych ministrów odmówiła jednak udziału w jego gabinecie, motywując to wyrażanym przez Lyne’a wielokrotnie sprzeciwem wobec idei powstania Związku. W tej sytuacji na premiera namaszczony został jeden z przywódców ruchu federacjonistycznego, Edmund Barton.
Gabinet przetrwał ponad 27 miesięcy, do września 1903. Powodem jego dymisji była rezygnacja premiera, który postanowił wycofać się z życia politycznego i przyjąć nominację na sędziego Sądu Najwyższego. Nowy gabinet sformował dotychczasowy prokurator generalny, Alfred Deakin.

## Skład
| stanowisko                                     | członek gabinetu | początek urzędowania | koniec urzędowania |
| ---------------------------------------------- | ---------------- | -------------------- | ------------------ |
| premier                                        | Edmund Barton    | 1 stycznia 1901      | 24 września 1903   |
| minister spraw zagranicznych                   | Edmund Barton    | 1 stycznia 1901      | 24 września 1903   |
| prokurator generalny                           | Alfred Deakin    | 1 stycznia 1901      | 24 września 1903   |
| minister skarbu                                | George Turner    | 1 stycznia 1901      | 24 września 1903   |
| minister spraw wewnętrznych                    | William Lyne     | 1 stycznia 1901      | 11 sierpnia 1903   |
| minister spraw wewnętrznych                    | John Forrest     | 11 sierpnia 1903     | 24 września 1903   |
| minister handlu i ceł                          | Charles Kingston | 1 stycznia 1901      | 11 sierpnia 1903   |
| minister handlu i ceł                          | William Lyne     | 11 sierpnia 1903     | 24 września 1903   |
| minister obrony                                | James Dickson    | 1 stycznia 1901      | 10 stycznia 1901   |
| minister obrony                                | John Forrest     | 10 stycznia 1901     | 10 sierpnia 1903   |
| minister obrony                                | James Drake      | 10 sierpnia 1903     | 24 września 1903   |
| minister poczty                                | John Forrest     | 1 stycznia 1901      | 17 stycznia 1901   |
| minister poczty                                | James Drake      | 5 lutego 1901        | 10 sierpnia 1903   |
| minister poczty                                | Philip Fysh      | 10 sierpnia 1903     | 24 września 1903   |
| wiceprzewodniczący Federalnej Rady Wykonawczej | Richard O’Connor | 1 stycznia 1901      | 24 września 1903   |
| ministrowie bez teki                           | Elliot Lewis     | 1 stycznia 1901      | 23 kwietnia 1901   |
| ministrowie bez teki                           | Philip Fysh      | 16 kwietnia 1901     | 10 sierpnia 1903   |